# Lobelia sessilifolia
Lobelia sessilifolia là loài thực vật có hoa trong họ Hoa chuông. Loài này được Lamb. mô tả khoa học đầu tiên năm 1811.